# Porkkavaara
Porkkavaara är en kulle i Finland.   Den ligger i den ekonomiska regionen  Rovaniemi ekonomiska region  och landskapet Lappland, i den norra delen av landet, 800 km norr om huvudstaden Helsingfors. Toppen på Porkkavaara är 196 meter över havet.
Terrängen runt Porkkavaara är platt. Runt Porkkavaara är det mycket glesbefolkat, med 2 invånare per kvadratkilometer.